# Französischer Revolutionskalender/Y5
Dies ist der Französische Revolutionskalender für das Jahr V der Republik, das vom 22. September 1796 bis zum 21. September 1797 des gregorianischen Kalenders dauerte.